# عین سخونه
عین سخونه (به عربی: عين السخونة) یک شهرداری در الجزایر است که در استان سعیده واقع شده‌است.